# Чезаре да Сесто
Чезаре да Сесто (італ. Cesare da Sesto; 1477, Сесто-Календе, Варесе — 27 липня 1523, Мілан, Ломбардія) — італійський живописець епохи Високого Відродження ломбардської школи, леонардеск — учень Леонардо да Вінчі в Мілані.

## Життєпис
Мав прізвисько «да Сесто» по місту Сесто-Календе в провінції Варесе, звідки він був родом. Нічого не відомо про його навчання і перші роки діяльності, які, як передбачається, він провів у Мілані в колі Леонардо да Вінчі.

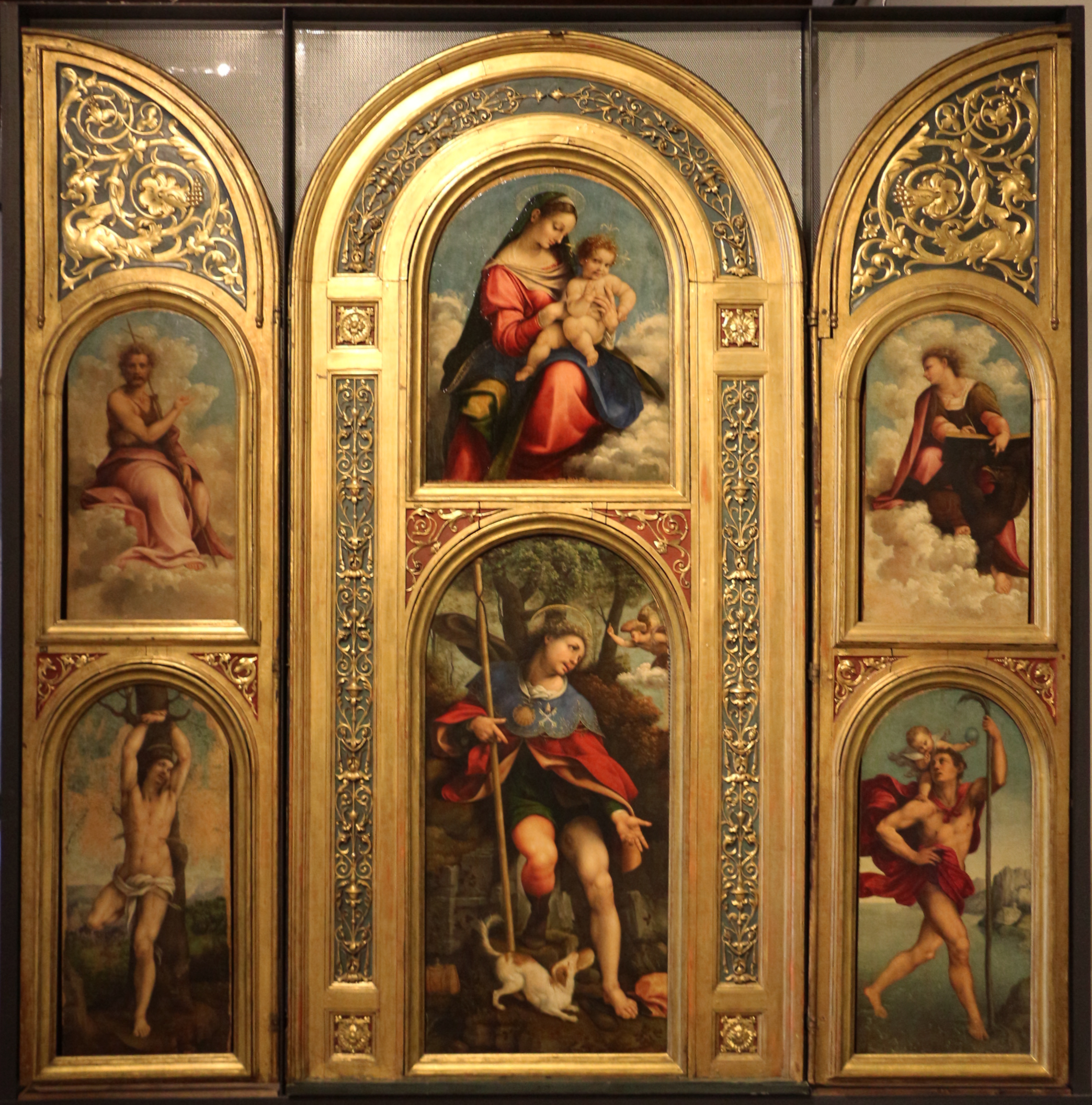
«Поліптих Сан-Рокко». 1523. Дерево, олія. Кастелло Сфорцеско, Мілан

Можливо, він був учнем або підмайстром у Бальдассарі Перуцці у Римі в 1505 році. Його авторству приписують тимпани у соборі св. Онуфрія  і деякі розписи на околицях Риму. Перші документи про нього з платежами за втрачені розписи у Ватиканському палаці на замовлення папи Юлія II датуються 1508 роком. Його першою відомою роботою критики вважають «Мадонну з Немовлям зі святим Іоанном Хрестителем» (Національний музей старого мистецтва, Лісабон), яка перегукується з леонардівською «Мадонною в скелях».
У 1513 році працював на Сицилії, в 1515 — в Неаполі. У 1515 році завершив монументальний поліптих для монастиря Пресвятої Трійці в Кава-де-Тіррені.
У 1516 році повернувся до Мілана, де створив знамениту картину «Саломея»,придбану імператором Рудольфом II (тепер вона в Музеї історії мистецтв у Відні).
У 1517 році в Мессіні створив одну з найвідоміших своїх робіт — «Поклоніння волхвів», — після чого в 1520 році знову повернувся в Мілан, де створив так званий «поліптих Святого Роха» (Polittico di san Rocco), для церкви Сан- Рокко, тепер у Кастелло Сфорцеско). Завдяки своїм подорожам поширив стиль пізньоломбардського живопису навіть у віддалених областях Південної Італії. Значний вплив на його творчість — як і на Бернардіно Луїні та Марко д'Оджоно — зробив Леонардо да Вінчі, що виразно проглядається в картині Чезаре «Мадонна з Немовлям та ягнятком». Пізніше, в Південній Італії, він створив складний і химерний стиль, у якому поєдналися рафаелівський класицизм і характерні елементи раннього маньєризму.

## Галерея

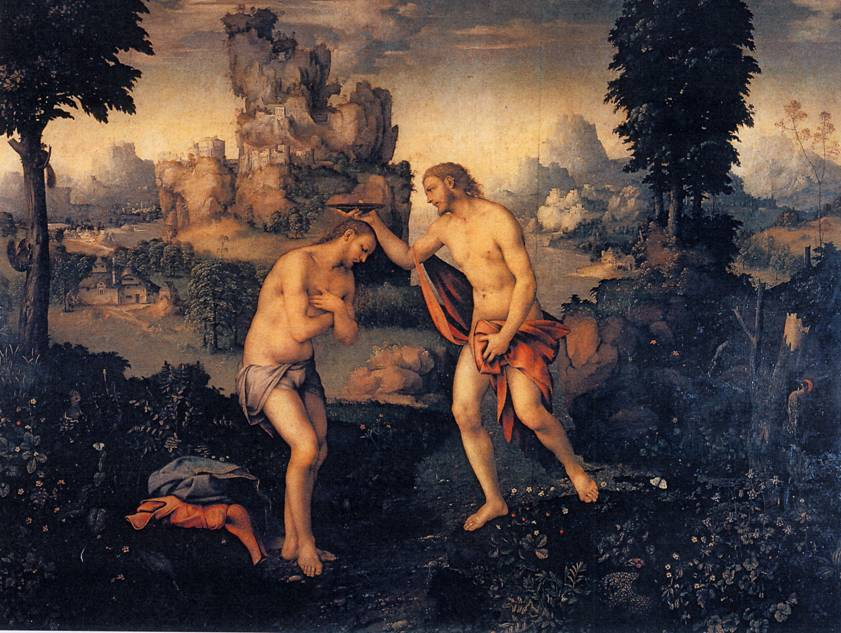
Хрещення Христа. Приватна збірка, Мілан
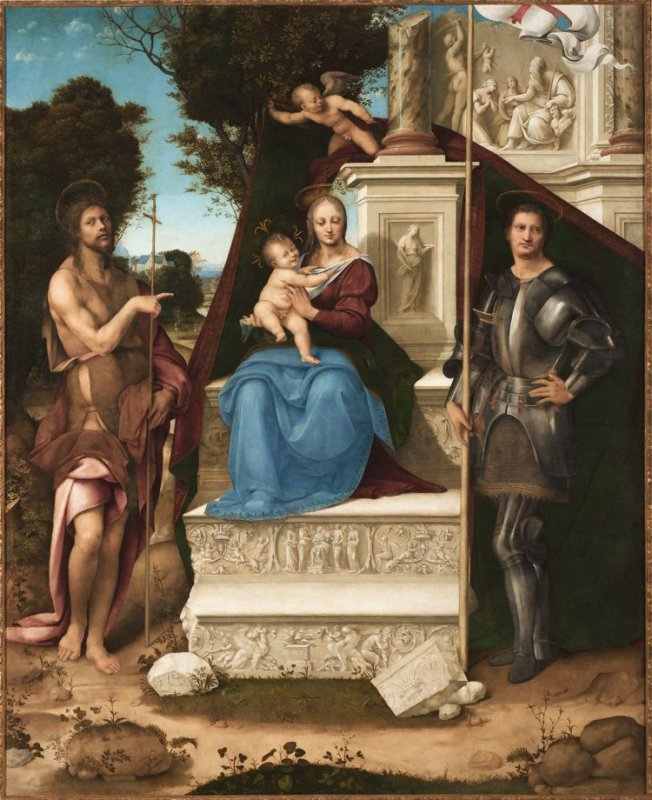
Мадонна з Немовлям, святими Іоанном Хрестителем та Георгієм. 1513-1515
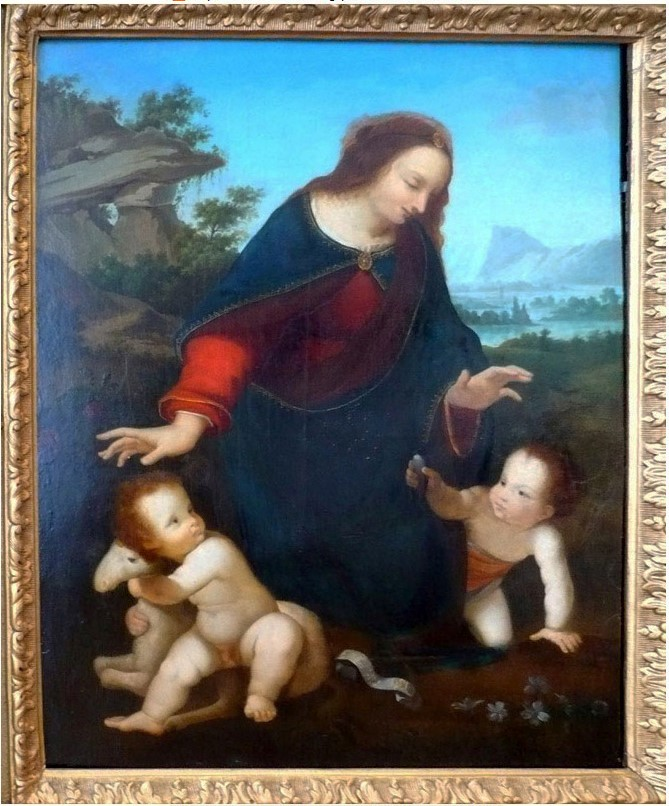
Мадонна з немовлятами Іоанном Хрестителем та Ісусом Христом. Шато де Флер, Вільнев-д'Аск, Франція
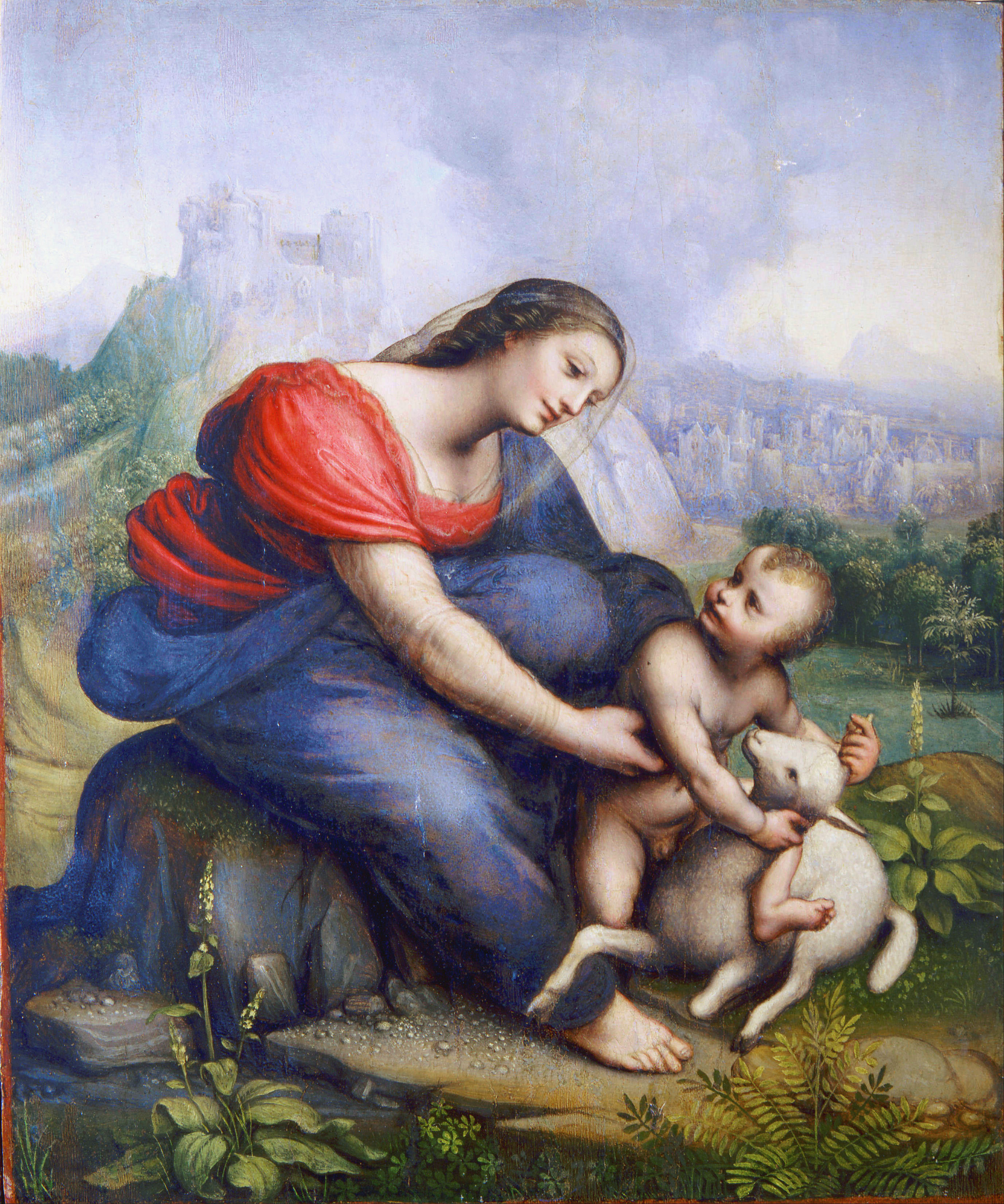
Мадонна з Немовлям та ягнятком. 1515. Дерево, олія.Музей Польді-Пеццолі, Мілан (за картиною Леонардо да ВінчіСвята Анна з Мадонною і немовлям Христом»)
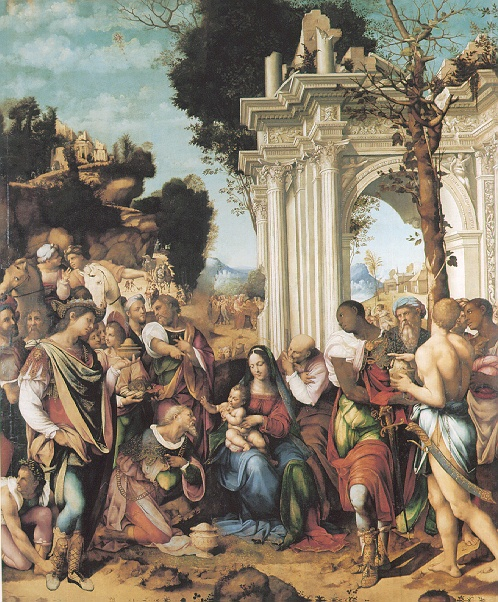
Поклоніння волхвів. 1517. Полотно, олія. Галерея Каподімонте, Неаполь
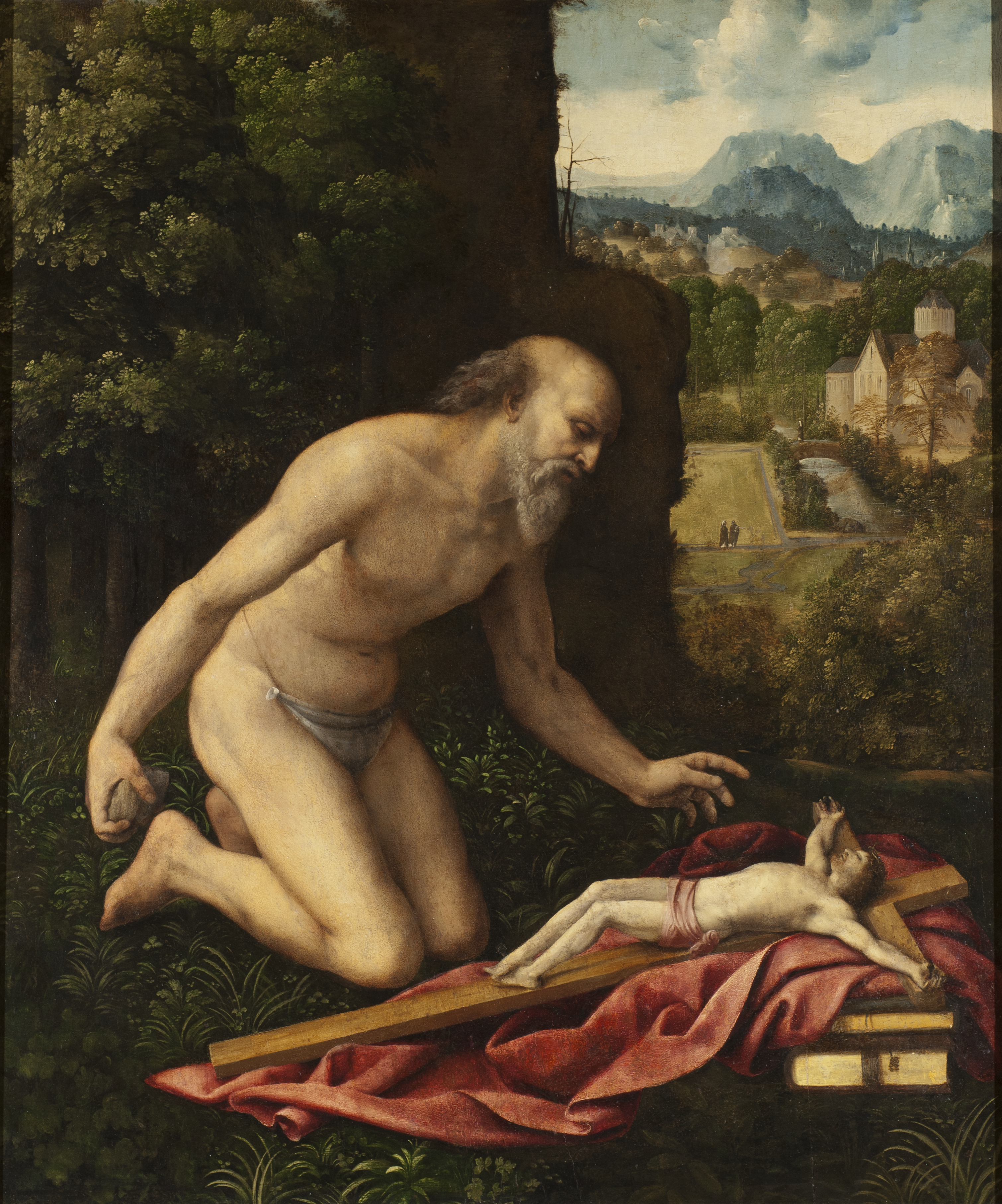
Святий Ієронім. Дерево, олія. Національний музей образотворчих мистецтв, Стокгольм
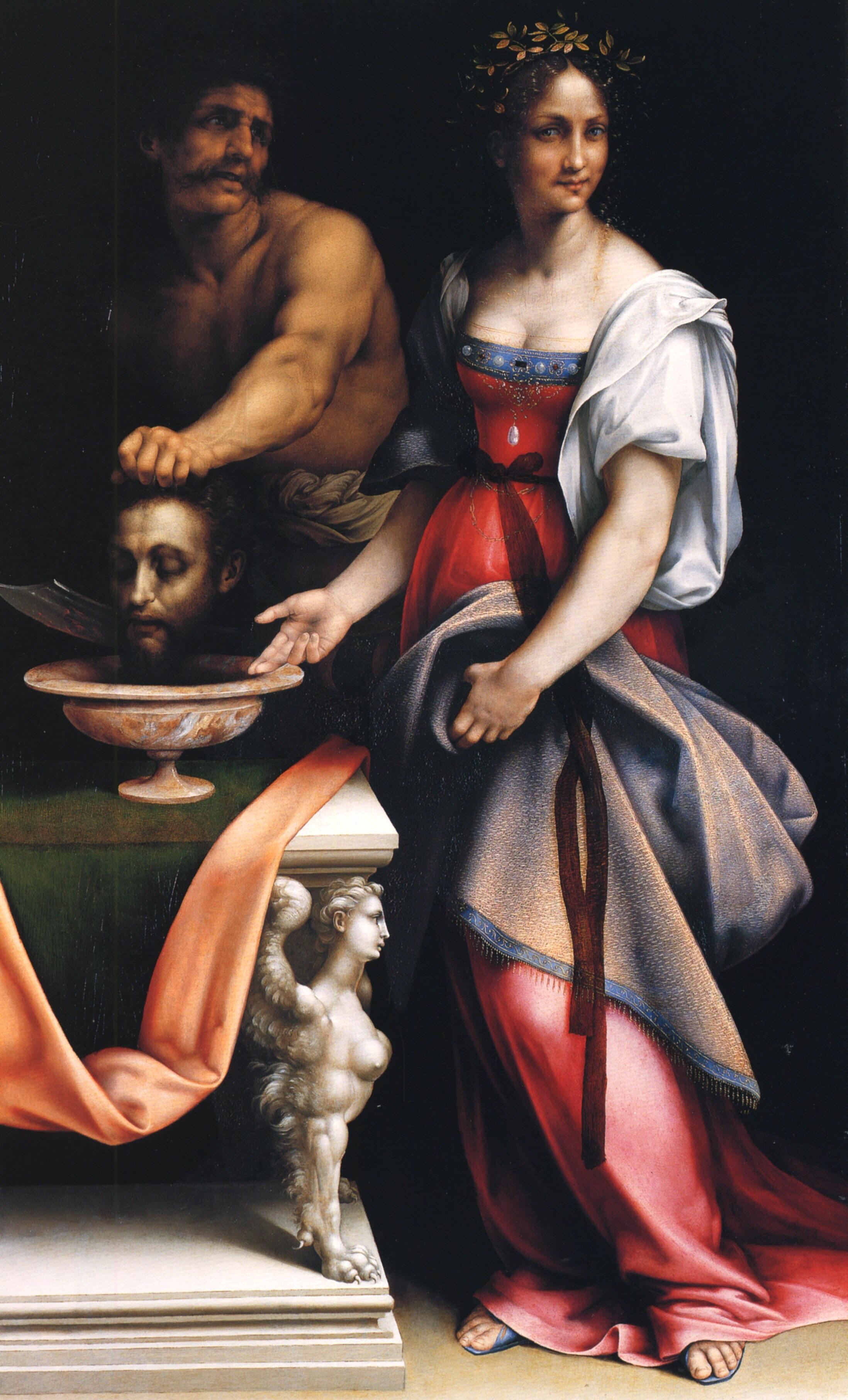
Соломія. 1510–1520. Дерево, олія. Національна галерея, Лондон
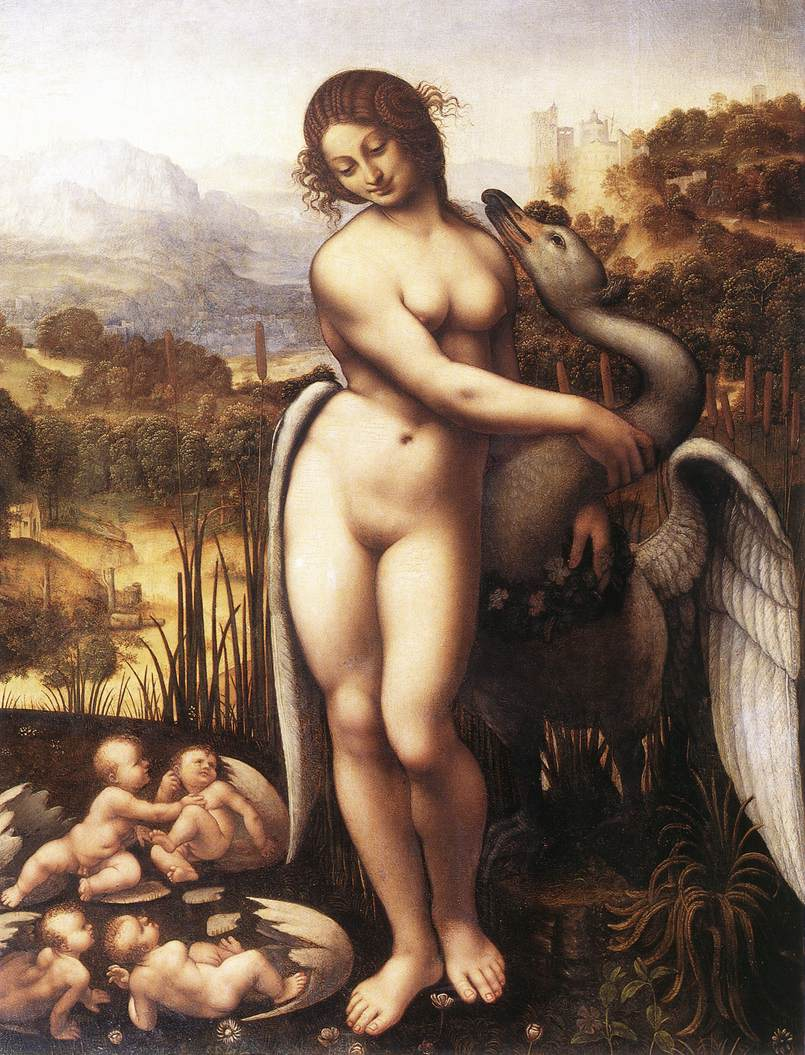
Леда та лебідь. 1505-1510 (репліка втраченої картини Леонардо да Вінчі). Дерево, олія. Вілтон-хаус, Вілтшир, Південно-Західна Англія
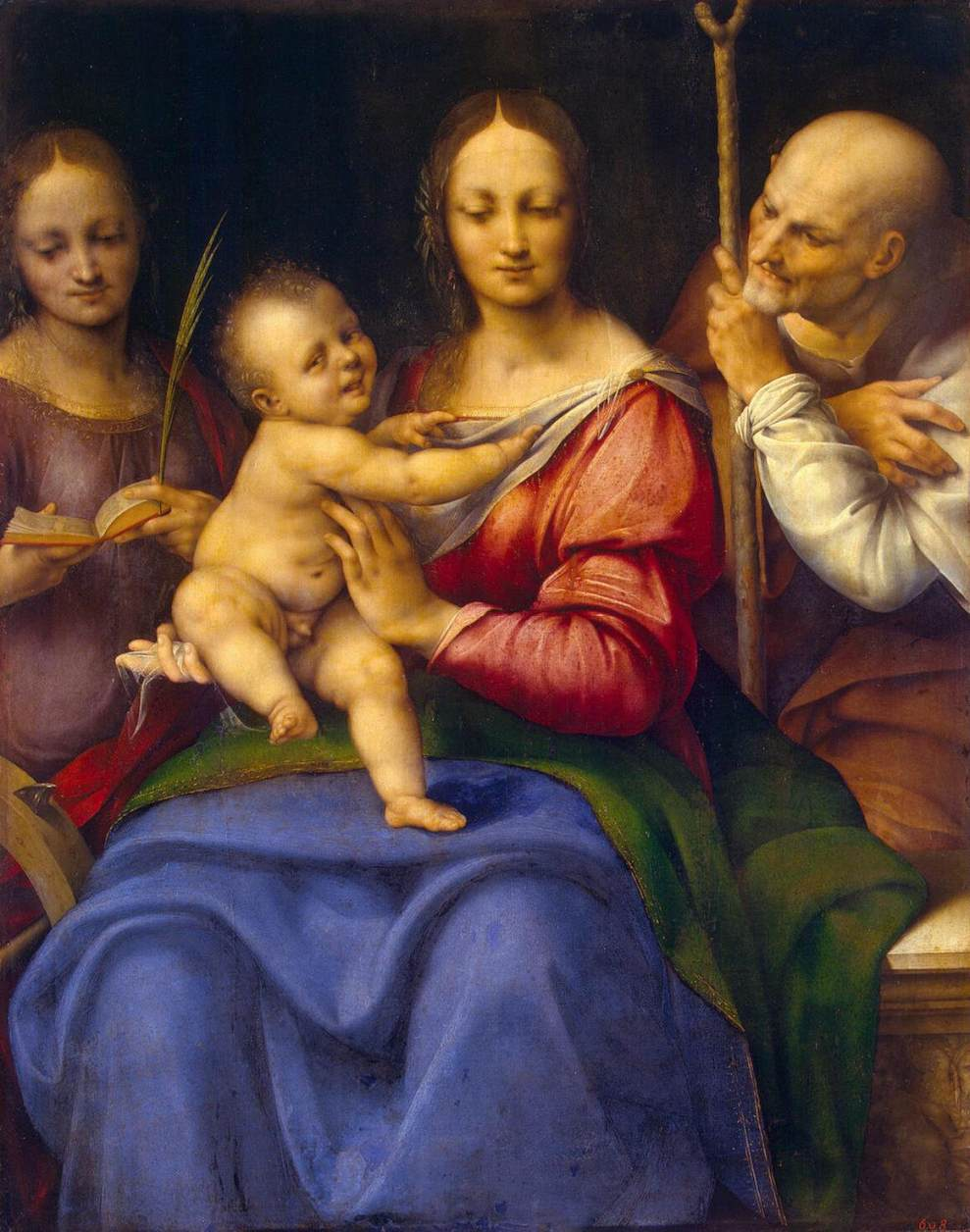
Святе сімейство зі Святою Катериною. Між 1515 та 1520. Дерево, олія (переведена на полотно). Державний Ермітаж, Санкт-Петербург